# Роже II де Комменж-Кузеран

Кузеран и Пальярс Сабира на карте

Роже II (исп. Roger II de Couserans; ок. 1190 — не позднее 1229) — виконт Кузерана с 1211 года, граф Пальярс Собира под именем Роже I с 1217 года. Сын Роже I де Комменж, виконта Каркассона и Кузерана, и его жены — дочери графа де Фуа.

## Биография
В 1211 году наследовал отцу в Кузеране.
Во время Альбигойских войн выступил против крестоносцев Симона де Монфора, но не по религиозным, а по политическим мотивам.

## Семья
Не позднее 1210 года  Роже II женился на не известной по имени женщине. Сын:
- Роже III, виконт Кузерана и граф Пальярса.

В 1216 году Роже II женился на Гиллемине, графине Пальярс Сабира, дочери Артальдо IV, вдове Гильома, сеньора д’Эрилл. Их брак был бездетным. В 1229 году Гиллемина удалилась в монастырь, продав своё графство мужу за 15 тысяч мараведи.